# Ópera (métro de Madrid)
Ópera est une station des lignes 2, 5 et R du métro de Madrid, en Espagne.

## Situation
Sur la ligne 2, la station est située entre Santo Domingo au nord, en direction de Cuatro Caminos et Sol à l'est, en direction de Las Rosas.
Sur la ligne 5, elle est située entre Callao au nord-est, en direction de Alameda de Osuna et La Latina au sud, en direction de Casa de Campo.
Sur le Ramal, elle constitue l'une des deux seules stations avec Príncipe Pío entre lesquelles circulent les rames.
Elle est établie sous la place Isabelle-II, dans le quartier du Palais, de l'arrondissement du Centre. Elle comprend deux voies et deux quais latéraux sur les lignes 2 et 5, mais une seule voie et un seul quai latéral sur le Ramal.

## Histoire
La station est mise en service le 21 octobre 1925, au moment de l'ouverture de la deuxième section de la ligne 2 entre Sol et Quevedo, suivie le 21 décembre suivant par celle de la ligne R. La station est alors appelée Isabel II, du nom de la place située au-dessus.
Après la proclamation de la Seconde République, les nouvelles autorités décident par un décret du 20 avril 1931 la suppression de toutes les dénominations faisant référence à la monarchie. Le 24 juin suivant, la station est ainsi rebaptisée Ópera. La place est elle-même renommée Fermín Galán en l'honneur d'un des responsables du soulèvement manqué qui avaient tenté de renverser la monarchie en décembre 1930. Le 5 juin 1937, la station prend ainsi ce nom, mais deux ans plus tard, le régime franquiste redonne à la place le nom d'Isabelle II et celui d'Ópera à la station.
Le 5 juin 1968, les quais de la nouvelle ligne 5 sont mis en service
Après une première tranche de travaux de modernisation en 2003 et 2004, la station fait l'objet d'une profonde refonte afin d'améliorer l'accessibilité et est ré-inaugurée le 23 mars 2011.

## Service des voyageurs

### Accueil
La station possède deux accès équipés d'escaliers et d'escaliers mécaniques, ainsi qu'un accès direct par ascenseur depuis l'extérieur.

### Intermodalité
La station est en correspondance avec les lignes d'autobus no 25 et 39 du réseau EMT et avec la ligne d'autobus interurbains no 500.